# Василије Константиновић
Василије Константиновић (Сремски Карловци, 2. фебруар 1840 — Сремски Карловци, 2. август 1911) био је српски свештеник, књижевник и професор.

## Биографија
Отац Константин био је угледни карловачки трговац, мајка Јулијана. Брат Никола био је свештеник у Чортановцима.
Основну школу, гимназију и богословију завршио је у Сремским Карловцима
По завршетку школовања радио је као учитељ у Бешки (1861-1863) и Земуну (1864-1866), да би се потом вратио у родни град.
Био је први стални катихета у Карловачкој гимназији (1871-1884) и професор Карловачке богословије (1884-1890). За пароха цркве Светог Ваведења у Карловцима изабран је 1890. године. Као парох бавио се васпитним радом, кратак период био је вршилац дужности директора основне школе, а од 1896. до краја живота био је стални члан Патроната Карловачке гимназије.
Био је ожењен Катарином Руњанин из Кузмина, са којом је имао троје деце - кћерке Љубицу и Стојану и сина Косту. Сва деца су умрла као мала.
Познат је као хроничар Карловаца, и његове књиге садрже драгоцене податке о историјским, просветним и економским приликама у месту.
Сахрањен је на Чератском гробљу у Карловцима.